# Siarhiej Szabanau
Siarhiej Rodolfawicz Szabanau, błr. Сяргей Рудольфавіч Шабанаў, ros. Сергей Рудольфович Шабанов – Siergiej Rudolfowicz Szabanow (ur. 24 lutego 1974 w Mińsku) – białoruski hokeista, reprezentant Białorusi, olimpijczyk.
Jego córka Alaksandra (ur. 1997) została trenerem od przygotowania fizycznego w hokeju na lodzie.

## Kariera zawodnicza
- Tiwali Mińsk (1993-1997)
  -  Biełstal Żłobin (1995-1996)
- Unia Oświęcim (1997-1999)
- Dinamo-Eniergija Jekaterynburg (1999-2000)
- Mietałłurg Nowokuźnieck (2000-2007)
  -  SKA Sankt Petersburg (2005)
  -  Dynama Mińsk (2006)
- Junost' Mińsk (2007-2010)
  -  MHK Krylja Sowietow Moskwa (2008)
  -  Mietałłurg Żłobin (2008)
- HK Nioman Grodno (2010-2012)
- HK Homel (2012-2013)
- HK Dynama Mołodeczno (2014-2015)

Jego trenerem-wychowawcą hokejowym był Edward Miłuszew. Grał w lidze polskiej w sezonach 1997/1998 i 1998/1999 w barwach Unii Oświęcim. Do zakończenia sezonu 2012/2013 był zawodnikiem HK Homel. Po roku przerwy został zawodnikiem zespołu Dynama Mołodeczno i występował w nim w sezonie 2014/2015, w którym ta drużyna zadebiutowała w ekstralidze.
Uczestniczył na turniejach mistrzostw świata w 2000, 2001 (Elita), 2002 (Dywizja I), 2003 (Elita), 2004 (Dywizja I), 2005, 2006, 2007, 2008, 2009, 2010, 2011 (Elita) – na czterech ostatnich imprezach wystąpił tylko w jednym meczu (2007). Ponadto wystąpił na zimowych igrzyskach olimpijskich 2002 (rozegrał sześć spotkań).

## Kariera trenerska
- HK Dynama Mołodeczno (2014-2017)
- Reprezentacja Białorusi do lat 18 (2017-2019)
- Białoruś U18 (2017-2018)
- Białoruś U17 (2019-2020)
- Białoruś U18 (2020-2021)
- Dynama-Szynnik Bobrujsk (2022-)

W ostatnim sezonie gry pełnił funkcję równolegle szkoleniowca bramkarzy w klubie Dynama Mołodeczno. Później został etatowym trenerem w klubie. Po sezonie 2016/2017 podjął pracę w sztabie trenerskim reprezentacji Białorusi do lat 18, występującego w drugiej lidze białoruskiej oraz jako asystent uczestniczył w turnieju mistrzostw świata juniorów do lat 18 edycji 2018, 2019, 2021. Pod koniec czerwca 2022 został ogłoszony trenerem w sztabie juniorskiego zespołu Dynama-Szynnik Bobrujsk, przyjętego ponownie do rosyjskich rozgrywek MHL.

## Sukcesy
Reprezentacyjne
- Czwarte miejsce w turnieju zimowych igrzysk olimpijskich: 2002
- Awans do mistrzostw świata Elity: 2002, 2004

Klubowe
- Złoty medal mistrzostw Polski (2 razy): 1998, 1999 z Unią Oświęcim
- Złoty medal mistrzostw Białorusi (4 razy): 1994, 1995 z Tiwali, 2009, 2010 z Junostią
- Srebrny medal mistrzostw Białorusi (5 razy): 1996 i 1997 z Tiwali, 2008 z Junostią, 2011 i 2012 z Niomanem
- Drugie miejsce w Pucharze Kontynentalnym: 2010 z Junostią

Indywidualne
- Mecz Gwiazd ligi białoruskiej w sezonach: 1996/1997, 2010/2011
- Mistrzostwa Świata w Hokeju na Lodzie 2004 Dywizja I Grupa A:
  - Pierwsze miejsce w klasyfikacji średniej goli straconych na mecz: 1,47
  - Pierwsze miejsce w klasyfikacji skuteczności interwencji: 92,8%

Wyróżnienia
- Zasłużony Mistrz Sportu Republiki Białorusi: 2002[17]